# Aerobus (Band)
Aerobus (russisch Аэробус) war eine Band, die 1982 in der Sowjetunion von Juri Antonow als Begleitgruppe für seine Auftritte gegründet wurde.

## Geschichte
Antonow erfreute sich in der Sowjetunion größerer Popularität, was ihm im Gegensatz zu den sowjetischen Rockmusikern schon zu Beginn der 1980er Jahre offizielle Auftrittsmöglichkeiten, auch im sowjetischen Fernsehen, und die Möglichkeit der Veröffentlichung von Schallplatten verschaffte. Künstlerischer Kopf des Ensembles war der ehemalige Bassist der Gruppe Kobsa Wadim Laschtschuk. Die Mitglieder der Band wechselten häufig, darunter waren auch Musiker wie Jewgeni Margulis, die offiziell Auftrittsverbot in der Sowjetunion hatten. Antonow konnte 1984 das Album Поверь в мечту (deutsch: „Glaub an den Traum“) und 1985 das Album Долгожданный самолёт (deutsch: „Langerwartetes Flugzeug“), aufnehmen.
1986 übernahm der ehemalige Bassist der Gruppe Sinei ptizy, Igor Schablonski, die musikalische Leitung der Gruppe und formte sie nahezu komplett um, Antonow trat ab da mit einer Begleitband unter seinem Namen auf.

## Diskografie
- 1984: Поверь в мечту (dt. „Glaub an den Traum“)
- 1985: Долгожданный самолёт (dt. „Langerwartetes Flugzeug“)